# Weald and Downland Living Museum

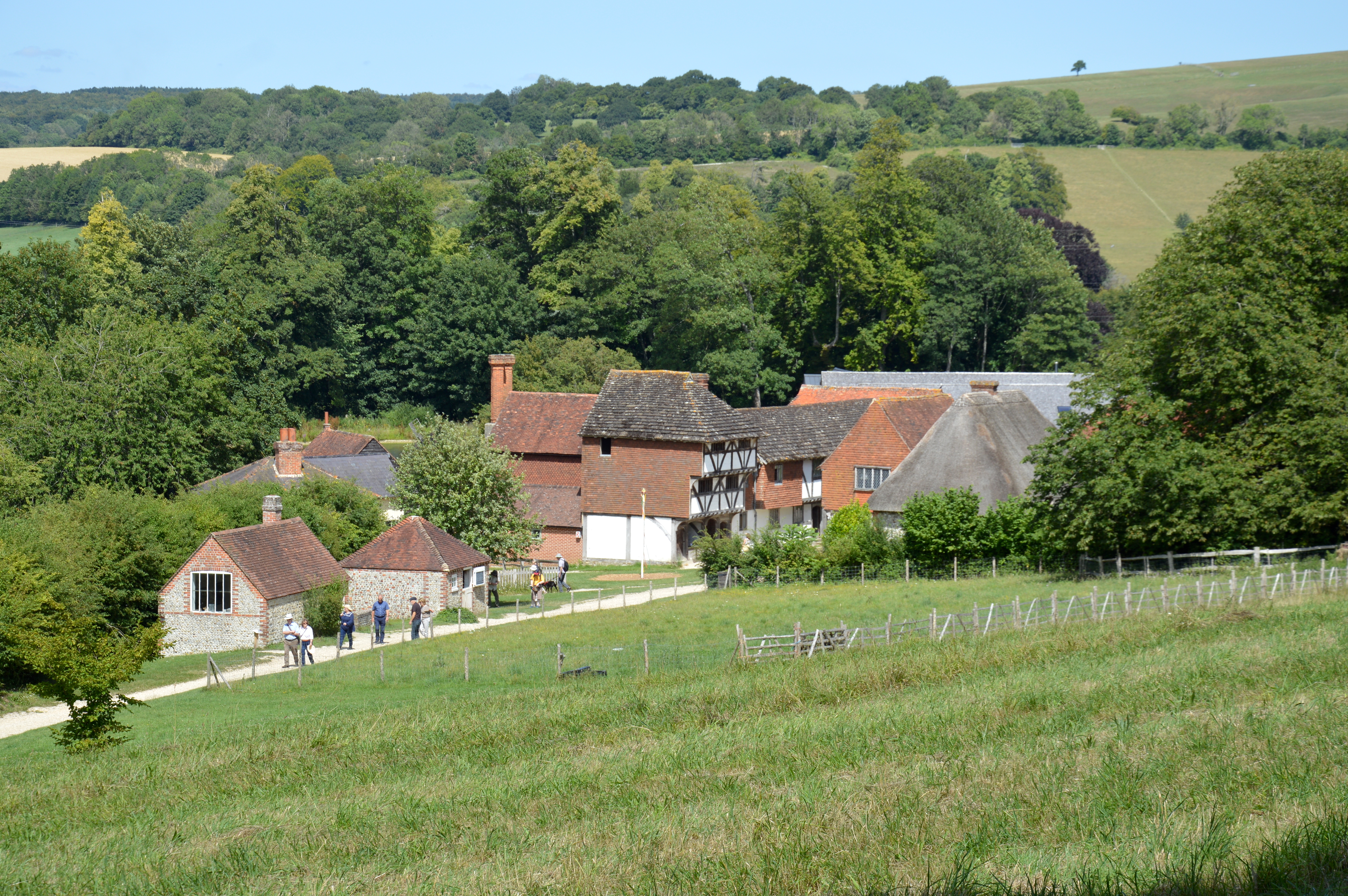
Gebouwengroep rond het marktplein in het openluchtmuseum (2019)

Het Weald and Downland Living Museum is een openluchtmuseum in Singleton, in het Engelse graafschap West Sussex. Het domein is 16 hectare groot en telt 50 historische en gereconstrueerde bouwwerken van de 10e tot en met de 19e eeuw uit Zuidoost-Engeland. Het Weald and Downland-museum wil representatieve voorbeelden van de vernaculaire architectuur van de streek redden, bewaren en tentoonstellen. Het museum organiseert ook workshops en evenementen. In 2017 werd een nieuwe museumwinkel, tentoonstellingsruimte en cafetaria geopend aan de ingang.
Het televisieprogramma The Repair Shop (2017–heden) van BBC wordt opgenomen in een schuur in het museum.